# Auletta pedunculata
Auletta pedunculata är en svampdjursart som beskrevs av Topsent 1896. Auletta pedunculata ingår i släktet Auletta och familjen Axinellidae. Inga underarter finns listade i Catalogue of Life.